# Seaska
Seaska es la federación de ikastolas del País Vasco francés (Francia).
Desde 2019 el presidente de la federación es Peio Jorajuria (sustituyendo a Paxkal Indo) y el director Hur Gorostiaga.
Es la organizadora del Herri Urrats y pertenece a la Confederación de ikastolas de Euskal Herria.

## Historia
- En 1969 se construye la primera ikastola en Arrangoitze (Pirineos Atlánticos, Francia).
- En 1984 se celebra el primer Herri Urrats.